# Kawaii dake ja Nai Shikimori-san
Shikimori's Not Just a Cutie (japonês: 可愛いだけじゃない式守さん, Hepburn: Kawaii dake ja Nai Shikimori-san) é um mangá japonês de Comédia romântica escrita e ilustrada por Keigo Maki, publicado pela editora Kodansha e serializado no site e aplicativo Magazine Pocket desde de fevereiro 2019 a fevereiro 2023.

## Personagens
Shikimori (式守, Shikimori-san)
Voz de: Saori Ōnishi
Dublado por: Samantha Rossetti (Brasil);
Uma doce colegial e namorada de Izumi. Quando Izumi fica em apuros, sua personalidade muda para a de uma diva superlegal com olhos brilhantes que todos ao seu redor admiram. Ela tem excelentes reflexos e regularmente resgata Izumi de situações perigosas. Nekozaki a chama de Mi-chon (みっちょん, Mitchon)Cap. 25 e os pais de Izumi a chamam de Mi-chan (みーちゃん).Cap. 17 Ela tem cabelo rosa claro e é uma boa aluna, tendo ficado em 11º lugar no ranking de sua classe.Cap. 11 Ela é atlética e se destaca especialmente quando Izumi a anima.Cap. 5, 18, 19, 20 Ela é sensível às vezes, especialmente quando Izumi admira outras garotas e mulheres mostradas na mídia. Ela tem algumas fraquezas, como cozinhar e cantar, embora, é revelado que ela está tendo aulas de culinária junto com a mãe de Izumi e melhorou.Cap. 15, 73, 82 É revelado que Shikimori era muito tímida e tímida antes de Izumi convidá-la para sair, e ganhou confiança quando conseguiu motivar Izumi a ser um pouco mais assertiva.Cap. 38, 41 A razão pela sua superforça, por ser a super namorada do Izumi foi devido as aulas de karatê que tinha com o irmão. Depois ela resolveu adotar seu lado fofo pelo fato de ler shounen de mangás. Ela às vezes tem de lidar com àqueles que a implicam, não conseguindo esconder seu lado forte. Na infância ela conhece Izumi no dia e também se matricula na escola junto com ele. Eles chegam a namorar através de um sorteio de fotos, àqueles que tivessem um número que corresponder com àquele que tiver seria àqueles que apareceriam na foto. Foi logo depois que Izumi e Shikimori começariam a namorar, Izumi o azarado e Shkimori a super namorada de Izumi e seu anjo da guarda.
Izumi (和泉, Izumi-kun)
Voz de: Shūichirō Umeda
Dublado por: Lipe Volpato (Brasil);
O namorado de Shikimori, descrito como "um garoto otimista e amigável. Ele é perseguido por um azar por toda a sua vida." Ele é pouco assertivo e espera se tornar mais ousado como a Shikimori. Ele é um bom aluno, tendo ficado em 5º em sua classe,Cap. 11 e ao contrário de Shikimori e Inuzuka, ele é um bom cozinheiro.Cap. 29 Seu nome de batismo é Yū (ゆう)Cap. 57, 63 Na infância ele é perseguido por um grande azar em que tudo dá errado a ele, também ficando com alguns machucados ou adoecia. Na matricula ele perde o papel da matrícula e ele se depara com uma menina de cabelo rosado (Shikimori) e ela pega o papel da matrícula. Ela depois pergunta seu nome e ele responde erroneamente Ijumi, que foi vergonhoso a ele. Ele depois pega um papel em que iria tirar foto com um ou uma colega, tal número que coincidiu com a Shikimori, mas Izumi perde o papel e Shikimori ajuda na procura. Mesmo não achando, ele depois consegue tirar uma foto com Shikimori e depois começam a namorar. Tem uma boa relação com Nekozaki, Hachimitsu, Inuzuka e Kamiya, colega de biblioteca com ele. Hachimitsu e Izumi são dois caseiros que detestam fazer força.
Kamiya (狼谷さん, Kamiya-san)
Voz de: Ayaka Fukuhara
Dublado por: Andressa Bodê (Brasil);
Kamiya é estrela do voleibol e também fica na biblioteca. Foi graças a ela que fez com que Izumi perdesse sua timidez e sua insegurança por causa de seu azar. Ela é conhecida por ser uma garota solitária e por não fazer amigos, mas conseguia abrir aos poucos graças a Shikimori e Izumi.
Kyo Nekozaki (猫崎 享, Nekozaki Kyō)
Voz de: Misato Matsuoka
Dublado por: Suelen Targin (Brasil);
Uma das garotas junto com Shikimori e Hachimitsu e chama Shikimori de Mi-chon. Ela também arruma birra com Inuzuka por causa de seus prefixos em seus nomes Neko-gato e Inu-cão.
Shu Inuzuka (犬束 秀, Inuzuka Shū)
Voz de: Nobuhiko Okamoto
Dublado por: Bruno Marçal (Brasil);
Este é um dos garotos assim como o Izumi e também um bom amigo para Izumi, que chega a irritar Shikimori. Este também arruma birra com Nekozaki por causa de seus prefixos em seus nomes Neko-gato e Inu-cão. Num encontro entre Inuzuka e Shikimori ela confunde Inuzuka como seu irmão, tal comparação que a corou. Hachimitsu depois faz a comparação dela com o irmão, caso do Inuzuka, que a própria Shikimori não gostou muito.
Yui Hachimitsu (八満 結, Hachimitsu Yui)
Voz de: Rina Hidaka
Dublado por: Beta Cinalli (Brasil);
Hachimitsu é uma das meninas junto com Nekozaki e Shikimori. É conhecida por ter uma baixa estatura. Mesmo com sua baixa estatura pode ser capaz de fazer grandes coisas. Apesar de tudo possui uma baixa alto estima, não apenas no tamanho, mas foi capaz de sobressair graças a seus amigos.
Fuji Shikimori (式守 藤, Shikimori Fuji)
Voz de: Hiro Shimono
Dublado por: Pedro Volpato (Brasil);
Fuji é o irmão mais velho de Shikimori e também responsável por ela. Ele estudava na escola de karatê junto com Shikimori e era melhor que ela. Contudo, atingindo sua meta este deixa a escola de karatê. Contudo Shikimori seguiu por outro caminho para ser uma garota fofa e também namorada do Izumi. As vezes ela também fica sem jeito em algumas coisas que o irmão tem de ajudá-la, mas também chega a criticá-la.

## Mídia

### Mangá
Escrito e ilustrado por Keigo Maki, a série começou a ser serializada no site e aplicativo Magazine Pocket da Kodansha desde 2 de fevereiro de 2019 a 18 de fevereiro de 2023. O primeiro volume em tankōbon foi lançado em 7 de junho de 2019.

### Anime
Em janeiro de 2021, a conta oficial do Twitter da Magazine Pocket anunciou que a série receberia uma adaptação para anime feita pelo estúdio Doga Kobo. Ryota Itoh é o diretor do anime, com Shōhei Yamanaka é assistente de direção, Yoshimi Narita supervisionando os roteiros da série e Ai Kikuchi nos design de personagens. Está programado para estrear em 10 de abril de 2022, na ABC e no ANiMAZiNG!!! bloco de programa da TV Asahi. 
No Brasil e Portugal a animação é transmitida simultaneamente e licenciada pela Crunchyroll, e em todo o mundo exceto Ásia. A Muse Communication licenciou a série no sul e sudeste da Ásia. No dia 30 de abril de 2022 o anime recebeu dublagem para português brasileiro com três semanas de diferença da versão original.

#### Músicas
Os temas de abertura e encerramento são, respectivamente:
- Hanījettokōsutā (ハニージェットコースター) – Nasuo☆

- Route BLUE – Yuki Nakashima

### Mangá
- «Shikimori's Not Just a Cutie» (em japonês). na Magazine Pocket
- «公式「可愛いだけじゃない式守さん」＠TVアニメ2022年4月放送 @shikimori_off» (em japonês). twitter oficial (mangá)
- Kawaii dake ja Nai Shikimori-san (mangá) na enciclopédia do Anime News Network (em inglês)

### Anime
- Página oficial do Anime
- «アニメ『可愛いだけじゃない式守さん』公式- @anime_shikimori» (em japonês). twitter oficial (anime)
- «anime_shikimori アニメ『可愛いだけじゃない式守さん』公式» (em japonês). TikTok oficial (anime)
- Kawaii dake ja Nai Shikimori-san (anime) na enciclopédia do Anime News Network (em inglês)